# Betonschiff
Ein Betonschiff ist ein Schiff mit einem Rumpf aus Beton, der mit Stahl oder mit anderen zugfesten Bewehrungseinlagen versteift ist.

## Merkmale

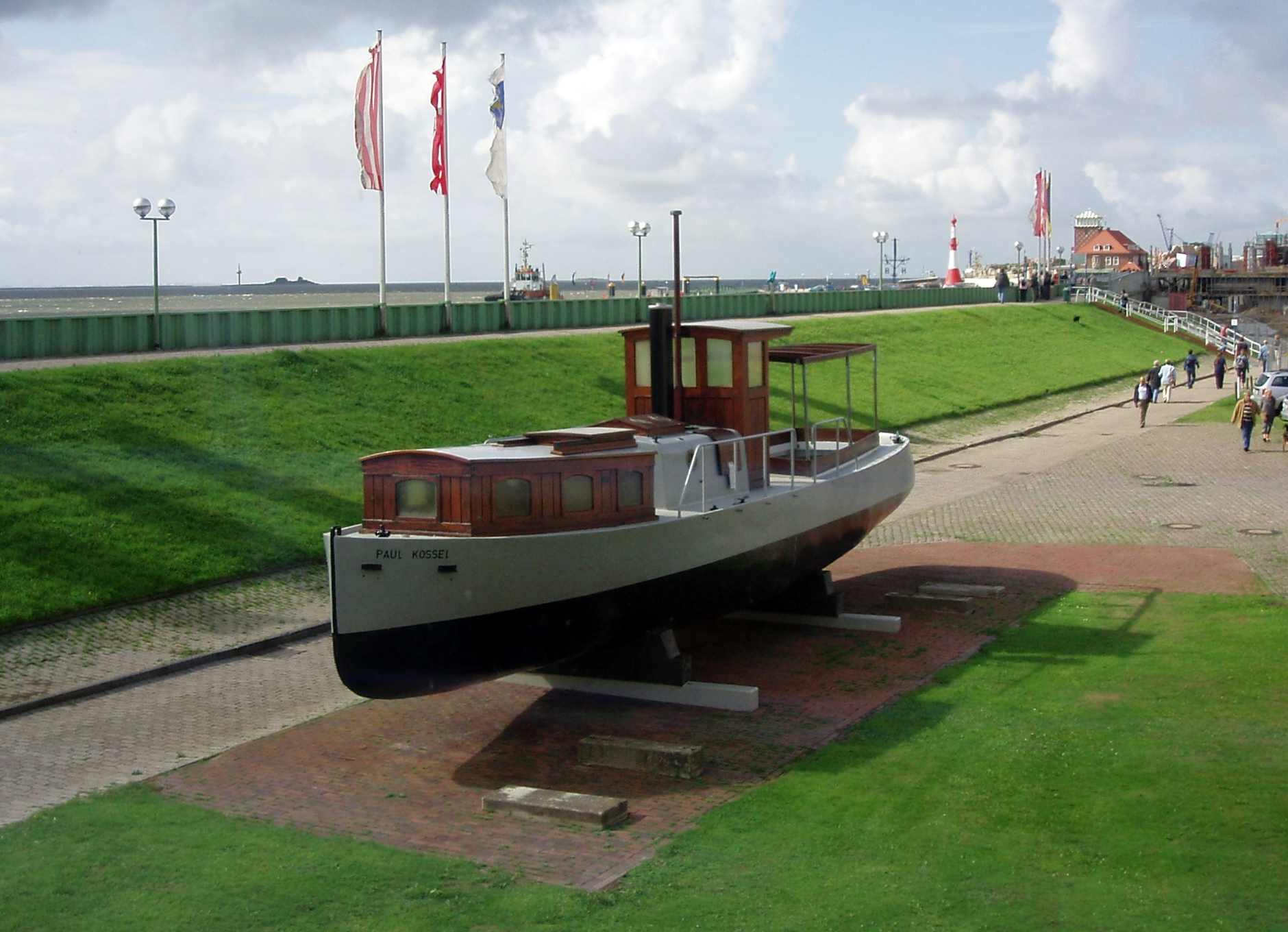
Paul Kossel, Deutsches Schifffahrtsmuseum Bremerhaven

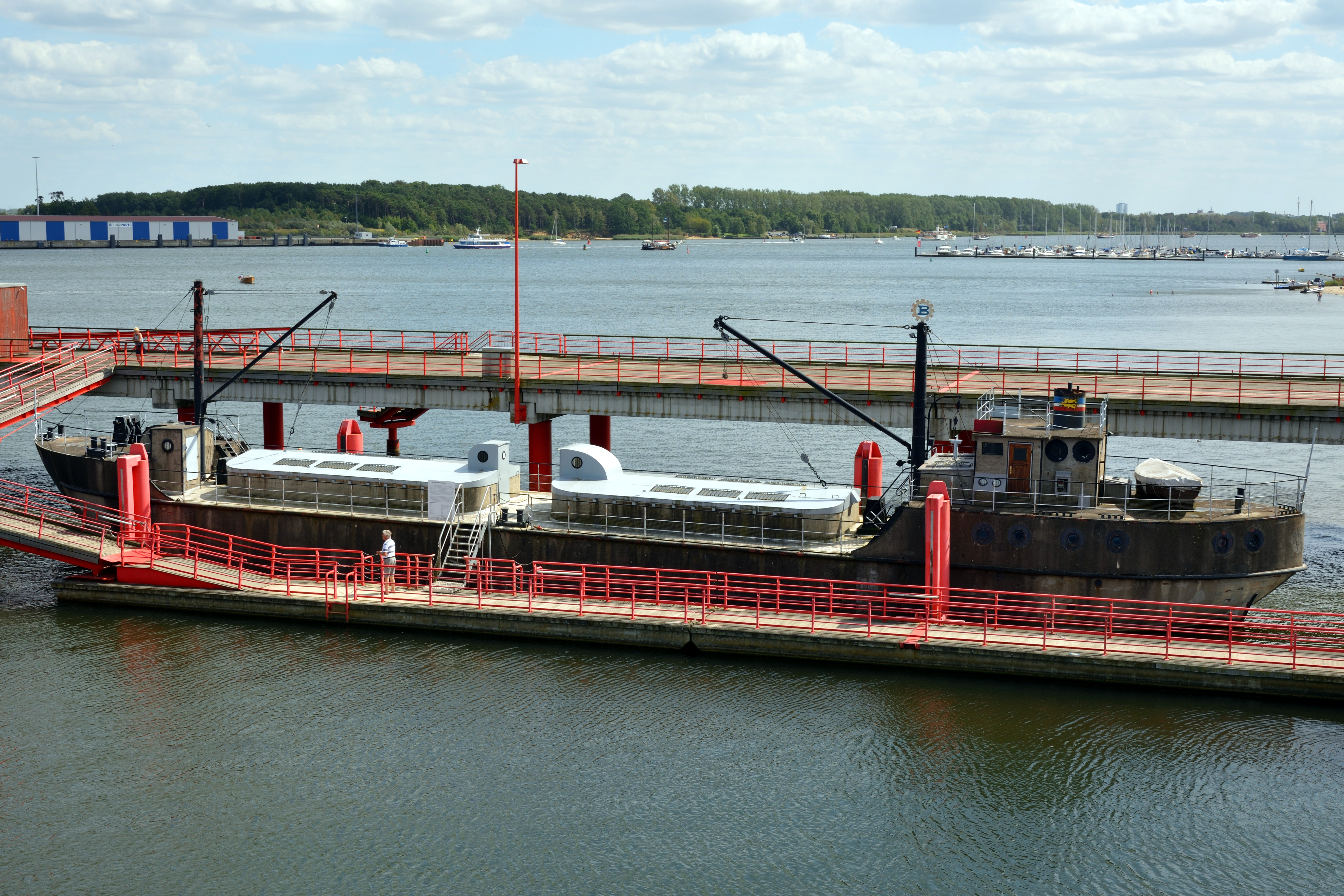
Betonschiff Capella in Rostock

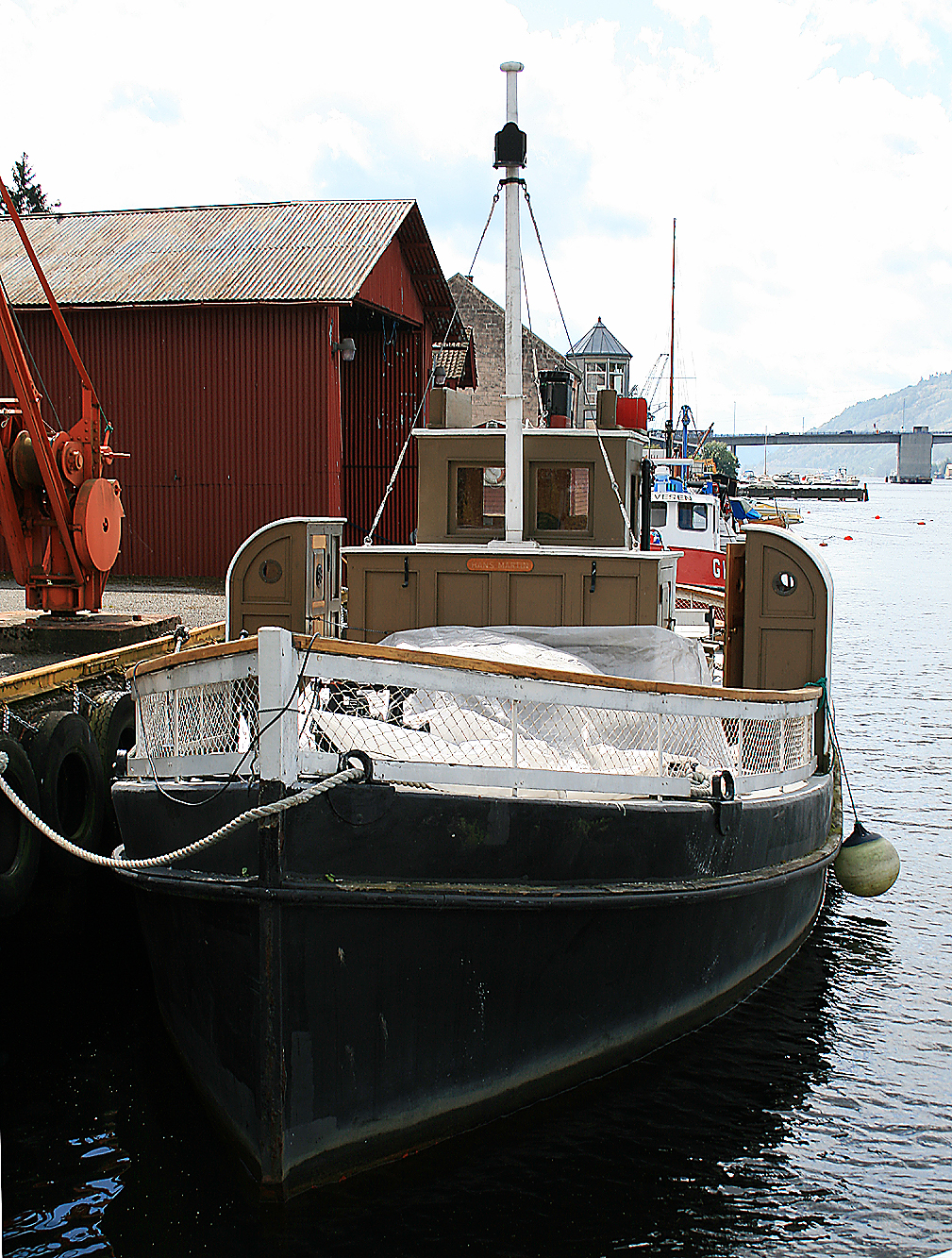
Betonschiff Hans Martin in Norwegen, Schifffahrtsmuseum Porsgrunn

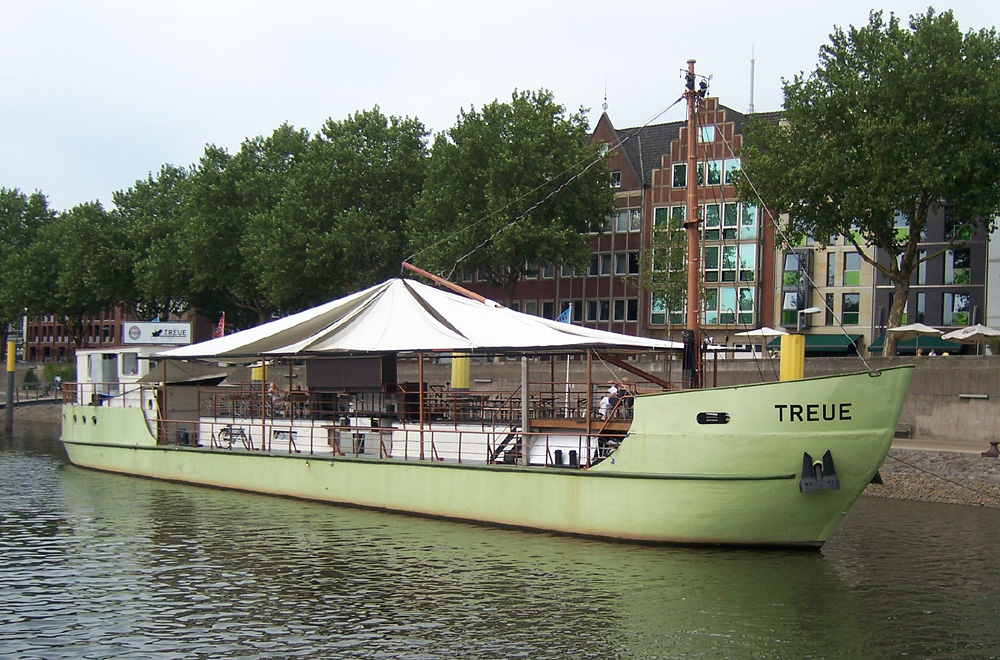
Betonschiff Treue an der Schlachte in Bremen

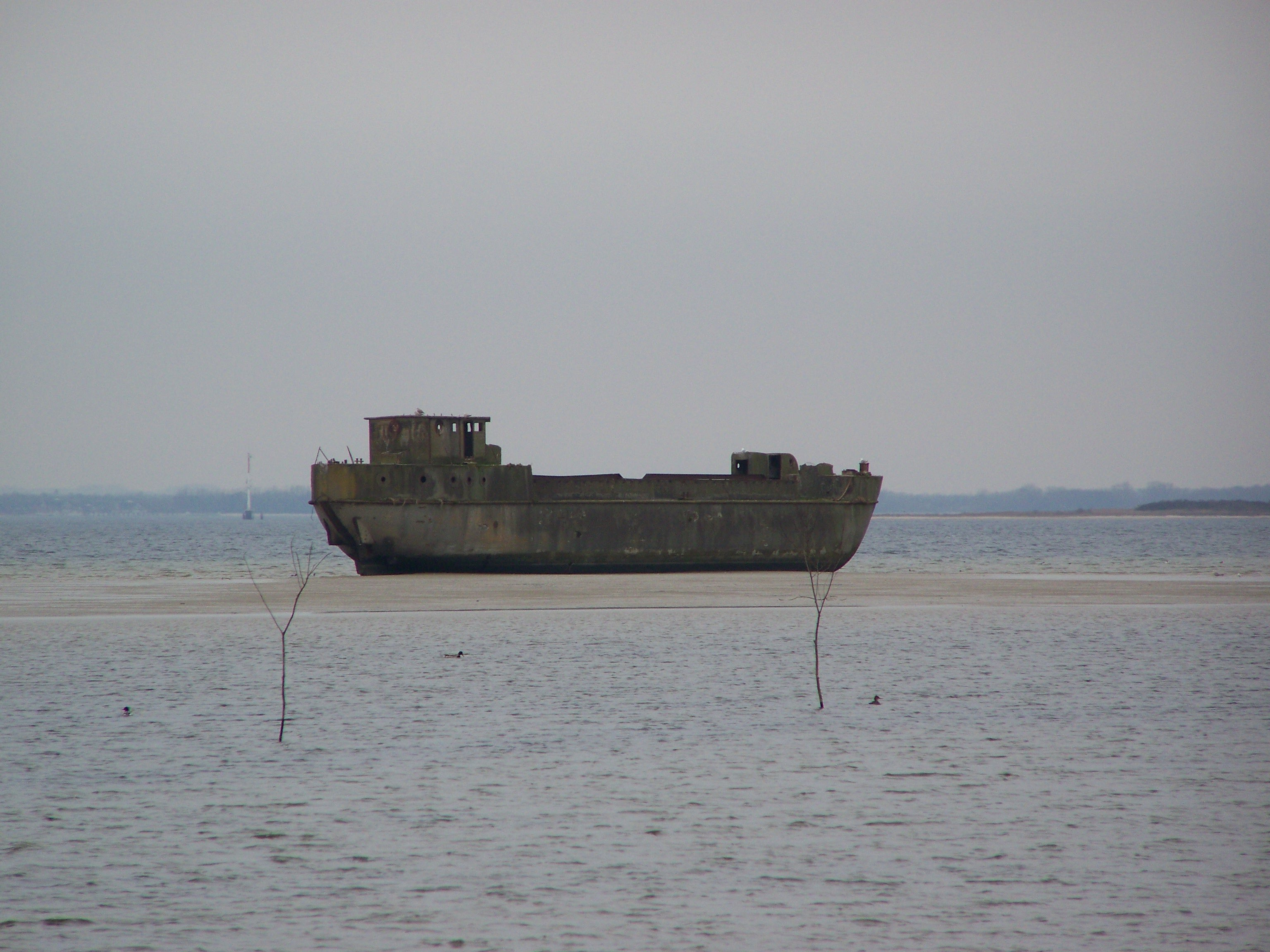
Gestrandetes Betonschiff in der Wismarer Bucht (Ostsee) vor Redentin; siehe auch Betonschiff von Redentin

Der Baustoff Beton ist preiswert und die Menge an Bewehrungsstahl ist geringer als bei einem Schiff, das vollständig aus Stahl besteht. Einzelanfertigungen sind aufwendig, wogegen durch den Einsatz von Betonschalungen kostensparender Serienbau möglich ist. Weiterhin ist Beton sehr widerstandsfähig. Schäden beispielsweise durch Holzschädlinge entfallen, die Anhaftung von Algen und Meerestieren ist im Vergleich mit anderen Schiffbaumaterialien minimal. Die Aufwendungen für Pflege und Reparatur sind niedriger als bei konventionellen Schiffen.
Nachteilig sind die benötigten großen Wandstärken und das resultierende große Gewicht (Masse) größerer Schiffe, das sich negativ auf die Betriebskosten, die Tragfähigkeit bei gleicher Baugröße und die Manövrierfähigkeit auswirkt. Im konventionellen Schiffbau werden in der Regel Stahl, Holz oder Kunststoffe verwendet. Der Baustoff Beton gilt in diesem Bereich als unüblich. Fortschritte in der Werkstoffforschung ermöglichen den Einsatz von Beton und Bewehrungsmaterial mit verbesserten Eigenschaften besonders bezüglich Gewicht und Flexibilität.

## Geschichte
Das erste Fahrzeug in der Stahlbetonbauweise wurde 1848 von Joseph-Louis Lambot als Boot hergestellt und 1855 auf der Weltausstellung in Paris gezeigt. Um 1860 wurden in den Niederlanden Leichter für die Kanalschifffahrt aus Beton gebaut. In Italien begann Carlo Gabellini um 1860 mit dem Bau kleinerer Schiffe aus Stahlbeton. Das bekannteste seiner Schiffe war die Liguria.
In Zeiten mit Stahlknappheit griff man auf die Idee zurück, Schiffe aus Stahlbeton (und speziell Ferrozement, engl. Ferrocement) herzustellen. Pioniere im deutschen Betonschiffbau waren Friedrich Achenbach und Gottfried Feder. Um die Zeit von 1916 bis 1918 versuchte sich der von kriegsbedingten Verlusten hart geforderte Frachtschiffbau mit Eisenbeton-Handelsschiffen, die auch noch einige Jahre später gebaut und eingesetzt wurden. Durch die Auslegung, die sich zu sehr an der herkömmlichen Spantenbauweise orientierte, kam es jedoch noch zu keinem Serienbau. Die Schiffe ließen sich schlecht manövrieren und zeigten zudem schlechte Seeeigenschaften. An der Donau wurden während des Ersten Weltkrieges und danach von dem Bauunternehmen Wayss & Freytag Betonschleppkähne gebaut. Auch in Amerika wurden in dieser Zeit etliche Betonschiffe hergestellt, 1917 entstand die Namsenfjord als erstes seegängiges Betonschiff, 1918 schließlich die Faith.
1921 entstand infolge der Stahlknappheit der Beton-Motorschlepper Paul Kossel.
Während des Zweiten Weltkrieges wurden wieder Betonschiffe gebaut. Durch Einsatz der für den Werkstoff Beton günstigeren Schalenbauweise konnten diese Fahrzeuge ab ca. 1940 wirtschaftlich in Serie gefertigt werden. Vier Grundtypen wurden projektiert: Leichter für die Binnenschifffahrt, Tanker, Frachter und Küstenmotorschiffe. Es konnten Stahleinsparungen von bis zu 70 Prozent erzielt werden, was auch die Anfälligkeit für Minen mit Magnetzündern verringerte. Das Bauunternehmen DYWIDAG (Dyckerhoff & Widmann) stellte einen Großteil der Rümpfe in Zusammenarbeit mit diversen Werften her (die Anzahl ist unklar; mindestens 50 Stück, Schätzungen gehen bis zu 200 Stück). Die Entwicklung der Schalenbauweise wurde von Ulrich Finsterwalder, Leiter des Konstruktionsbüros, vorangetrieben.
Auch von Seiten der USA wurde im Zweiten Weltkrieg der Betonschiffbau intensiviert. Nur ein Teil dieser Schiffe (FCB Ferroconcrete Barge, LST Landing Ship Tank) kam zum Einsatz. Andere wurden nach dem Krieg in der amerikanischen Berufsschifffahrt eingesetzt. Zehn dieser Schiffe, darunter die USS Quartz (IX-150), die beim Atombombenversuch Operation Crossroads eingesetzt wurde, waren noch 2015 als Wellenbrecher vor der Mündung des Powell River in British Columbia, Kanada im Einsatz (Lage).
Im Rahmen eines von den USA geförderten Projektes wurden 1969 auf den Philippinen und in Südvietnam je ein Prototyp für Patrouillenboote vom Typ Swift PCF-2 in Betonbauweise gefertigt. Die vietnamesische Marine hatte 71 Betondschunken vom Typ Yabuta im Einsatz. Mitte der 1970er Jahre wurde ein seetauglicher LNG-Tanker entwickelt, es kam jedoch niemals zur Herstellung.
Durch die lange Lebensdauer der Rümpfe sind noch ältere Schiffe im Einsatz.
Noch heute werden Schiffe oder Boote in Stahlbetonweise gebaut und unter Studenten auch Betonbootsbauwettbewerbe ausgetragen.

## Bekannte Betonschiffe

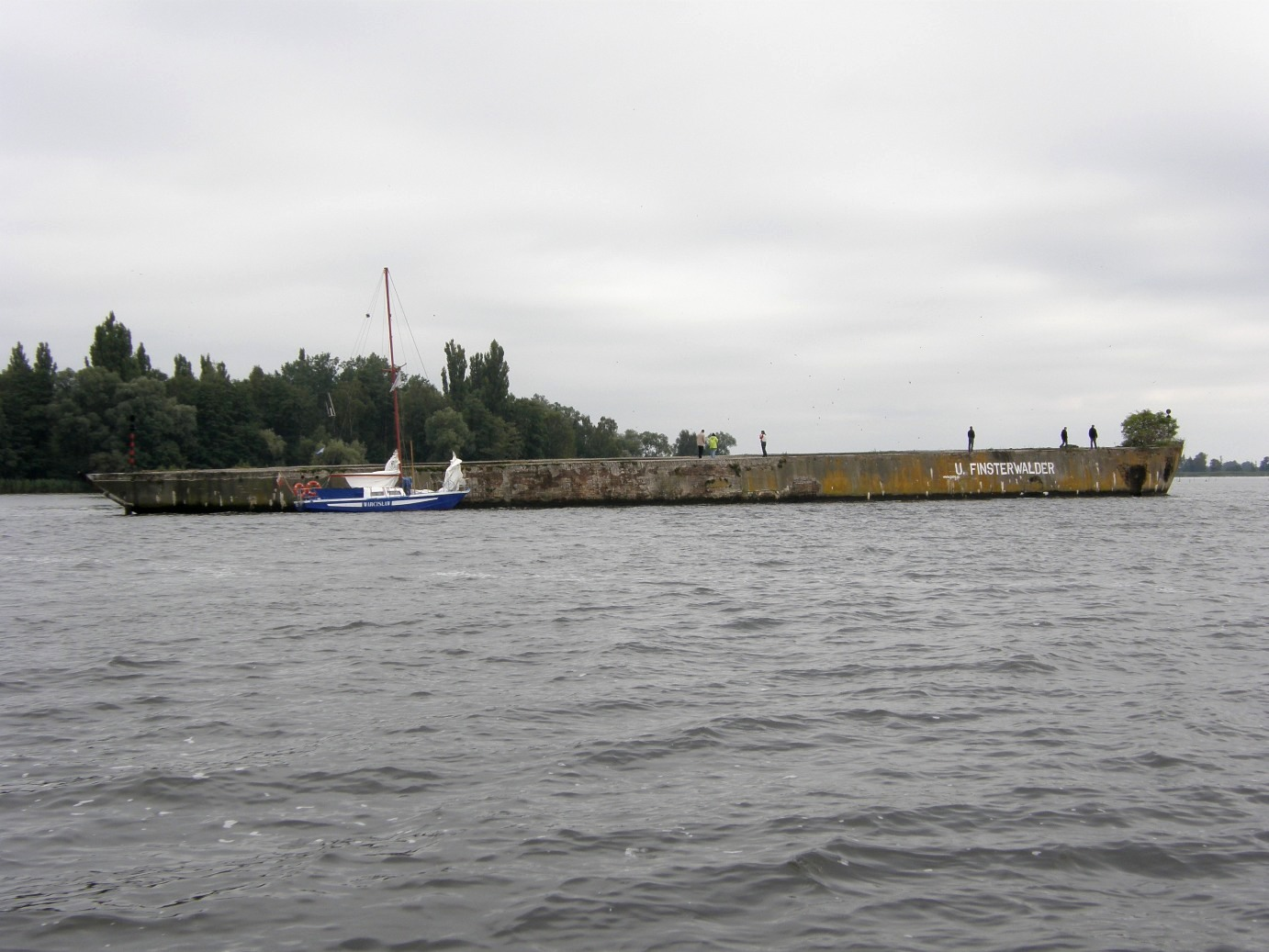
Wrack des Betonschiffs Ulrich Finsterwalder (ehemaliger Tanker der Hydrierwerke Pölitz AG) im Dammschen See, 2008

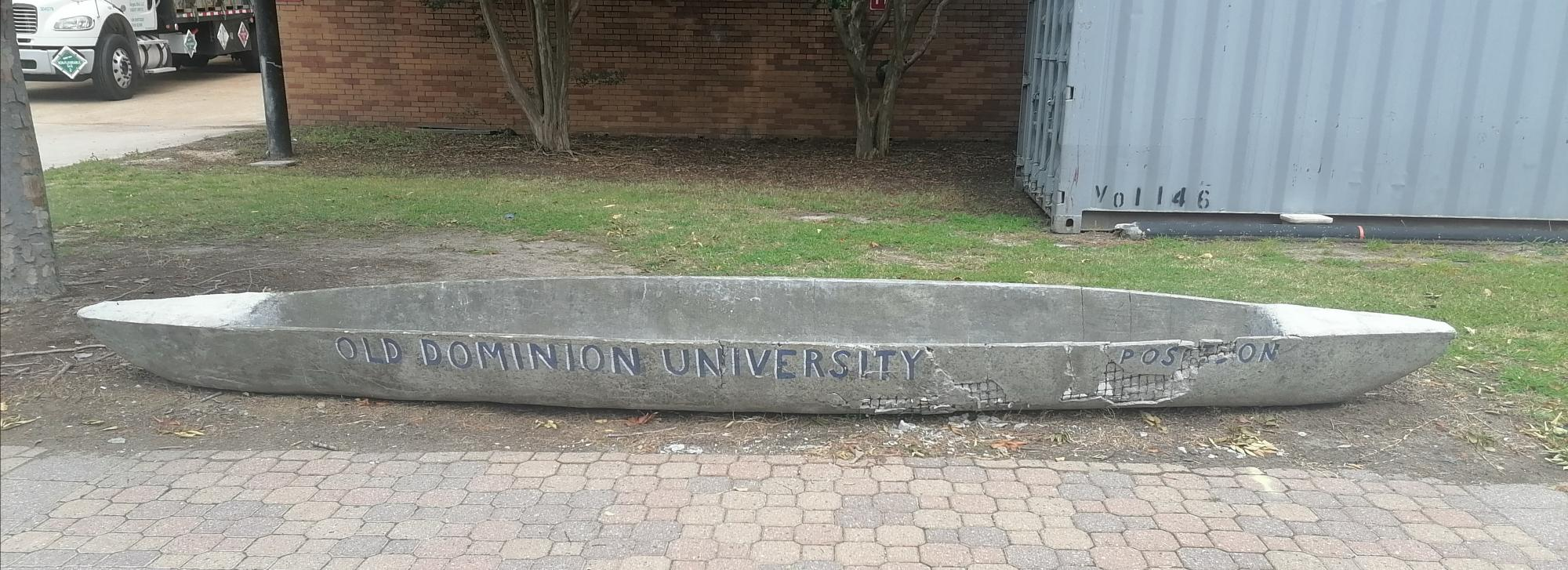
Betonboot auf dem Campus der Old Dominion University

- Die Capella liegt am Warnowufer in Rostock. Sie gehört zum Schiffbau- und Schifffahrtsmuseum Rostock und wird als Ausstellungsraum genutzt. Der Seeleichter vom Typ Wiking ist ohne eigenen Antrieb. In der Planung wurden dafür zwei Antriebsmaschinen vorgesehen. Das Schiff hat die Jahre bis zum Museumseinsatz in einem Nebenarm der Warnow verbracht und schwimmt noch heute.[13]
- Das Betonschiff von Redentin befindet sich in der Wismarer Bucht bei Redentin. Es ist ein Betonschiff des Typs „Seeleichter Wiking Motor“ und gehörte zu einer Serie von mehr als 50 während des Zweiten Weltkrieges für die „Transportflotte Speer“ an verschiedenen Bauplätzen erstellten Frachtmotorschiffen.
- Der Betonrumpf der Ulrich Finsterwalder liegt nach einer wechselvollen Geschichte seit Ende der 1970er Jahre auf einer Sandbank am Nordende des Dammschen Sees, in der Oder-Mündung (Lage).
- Die Cementesse ist ein Schoner, der auf der Arolsener Bauwerft in Arolsen von 1975 bis 1982 entstand. Das Schiff gehört der Flotte der Schiffergilde Bremerhaven an.[14]
- Die Heraclitus ist eine Dschunke aus Beton. Sie segelt seit 1975 im Auftrag des Institute of Ecotechnics und ermöglicht mit ihren Forschungsreisen maritime Untersuchungen.[15]
- Die Kranich VII lief im Juni 2002 vom Stapel. Konstruiert und hergestellt wurde sie von Willi Hartung in 17-jähriger Arbeit und ist zu 100 % im Eigenbau entstanden. Die Yacht weist eine Länge über alles von 15 m und eine Rumpflänge von 14 m auf. Sie ist 4,2 m breit und hat einen Tiefgang von 2 m. Der Mast misst 17 m über Deck. Für den Fall, dass nicht genügend Wind vorhanden sein sollte, wird die Yacht mit einem Dieselmotor von 53,8 PS max / 50 PS Dauerleistung angetrieben.
- Die Paul Kossel, eine als Motorschlepper gebaute Zementbarkasse, liegt im Deutschen Schifffahrtsmuseum in Bremerhaven und ist dort zu besichtigen.[16]
- Das Betonschiff Riverboat liegt seit den 1950er Jahren in Lübeck. Das Schiff ist 55 Meter lang und 7,5 Meter breit und verfügte nie über einen eigenen Antrieb. Es wurde 1943 von DYWIDAG (Dyckerhoff & Widmann) in Holland gebaut und diente kurz nach dem Krieg als Auffangstation für Flüchtlinge. Ende der 1970er Jahre wurde ein Jazzlokal daraus, und jetzt liegt es, generalüberholt, als Gastronomieschiff im Lübecker Klughafen.[17]
- Kerkschip St. Jozef ist eine Kirche auf einem Betonschiff (ehemaliger deutscher U-Boot-Tender) in Antwerpen.[18]
- Das Küstenmotorschiff Treue wurde 1943 gebaut, wegen des knappen Stahls aus wasserdichtem Beton. Fast zwei Jahrzehnte lang transportierte es Holz auf der Nord- und Ostsee. 1962 aus dem Schiffsregister gelöscht, diente die Treue zunächst als schwimmende Motorradwerkstatt und später als Lagerkahn im Hamburger Hafen. Inzwischen liegt sie als schwimmendes Event- und Gastronomieschiff in Bremen.[19]
- Der Tanker Palo Alto wurde 1919 in Oakland gebaut und liegt als Wrack am Strand von Aptos, Kalifornien.
- Der Bug und das Heck eines Nachbaus von 1932  des Segelschulschiffes Niobe aus Beton sind an der Talsperre Kriebstein in Sachsen erhalten und dienen heute als Bootshalle (Lage).